# Pandemie covidu-19 na Ukrajině
Pandemie covidu-19 na Ukrajině byla součástí celosvětové pandemie koronavirového onemocnění 2019, způsobené těžkým akutním respiračním syndromem koronaviru 2 (SARS-CoV-2). Šíření viru na Ukrajinu bylo potvrzeno, když byl dne 3. března 2020 v Černovické oblasti hospitalizován první případ v zemi, muž, který cestoval z Itálie do Rumunska letadlem a poté na Ukrajinu přijel autem.
Nouzový stav byl vyhlášen 20. března 2020 v Kyjevské oblasti, Černovické oblasti, Žytomyrské oblasti, Dněpropetrovské oblasti, Ivanofrankivské oblasti a ve městě Kyjev.
Nové infekce a úmrtí začaly lámat rekordy koncem října 2021. Do té doby se na Ukrajině vyskytlo celkem 2,8 milionu případů koronaviru a 64 936 úmrtí souvisejících s covidem-19.
Ukrajinský očkovací program byl zahájen 24. února 2021 a od tohoto dne do 12. září 2021 bylo na Ukrajině provedeno 10 710 944 očkování (což znamená, že 18 % dospělé populace Ukrajiny bylo očkováno proti covidu-19). Zhruba 44 % očkovaných bylo proočkováno kompletně. V průzkumu ze srpna 2021 se 56 % Ukrajinců neplánovalo nechat očkovat. Poptávka po očkování se koncem října 2021 prudce zvýšila. Dne 23. října 2021 ministerstvo zdravotnictví oznámilo, že 6,96 milionu Ukrajinců bylo plně očkováno (z celkového počtu 41 milionů obyvatel). Ke dni 21. října 2021 tak bylo naočkováno 16 % ukrajinské populace, což z Ukrajiny stále činí jednu z nejméně proočkovaných zemí v Evropě. Dne 17. prosince 2021 ministerstvo zdravotnictví oznámilo, že 46,1 % dospělých Ukrajinců dostalo alespoň jednu vakcínu proti koronaviru, zatímco 41,3 % dospělé populace očkování dokončilo kompletně. O tři dny později ministerstvo uvedlo, že od zahájení očkovací kampaně bylo očkováno 14 386 387 osob, z nichž 14 386 385 obdrželo první dávku a 12 986 872 bylo plně imunizováno (dvěma dávkami).
Statistiky pro Ruskem ovládanou Autonomní republiku Krym a město Sevastopol a pro neuznanou Doněckou lidovou republiku a Luhanskou lidovou republiku na východě Ukrajiny nejsou ukrajinskými státními orgány nahlášeny a nejsou zahrnuty do celkových údajů země.

## Pozadí
Dne 12. ledna Světová zdravotnická organizace potvrdila, že nový koronavirus byl příčinou respiračního onemocnění u skupiny lidí ve Wu-chanu, Chu-peji, Číně, na který WHO původně upozornila 31. prosince 2019.
Na rozdíl od SARSu z roku 2003 byla hrubá míra smrtelnosti na covid-19 mnohem nižší, ale přenos byl výrazně vyšší, s významným celkovým počtem obětí.

## Časová osa

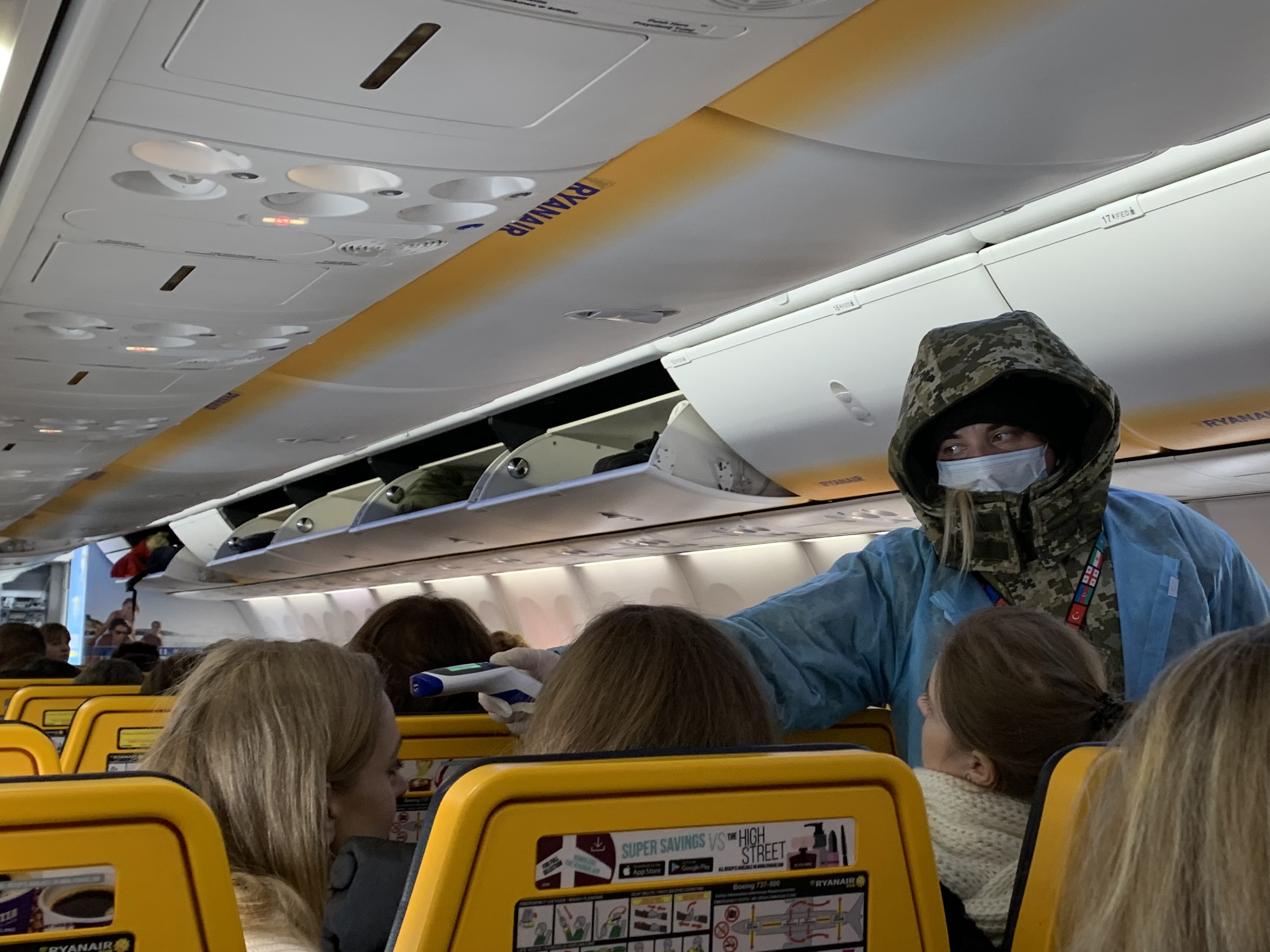
Zaměstnanci monitorující tělesnou teplotu cestujících na palubě letadla na Mezinárodním letišti Boryspil.

### Leden 2020
Dne 27. ledna 2020 SkyUp, ukrajinská nízkonákladová charterová letecká společnost, oznámila, že pozastavila lety do San-ja, Chaj-nanu, až do března.

### Únor 2020
Dne 4. února společnost Ukraine International Airlines pozastavila své charterové lety na Mezinárodní letiště San-ja Feng-chuang ve Chaj-nanu. Zpočátku mělo pozastavení trvat do 24. února nicméně letecká společnost dosud neuvedla, kdy lety obnoví.
Mezinárodní letiště Boryspil a Mezinárodní letiště Kyjev měla 24. února zavést postupy tepelného screeningu pro cestující z Itálie, ale zaměstnanci letiště byli buď nedostatečně vybaveni (termálními kamerami) anebo ignorovali protokol.

### Březen 2020
Dne 3. března Ukrajina oznámila svůj první potvrzený případ SARS-CoV-2, muže, který cestoval z Itálie do Rumunska letadlem a poté dorazil na Ukrajinu autem.
12. března byly na Ukrajině potvrzeny další dva případy SARS-CoV-2. Diagnóza byla potvrzena u muže v Černovické oblasti, jehož manželka se nedávno vrátila z Itálie, a u 71leté ženy v Žytomyrské oblasti, která se vrátila z Polska 1. března. Žena z Radomyšle v Žytomyrské oblasti zemřela 13. března a stala se prvním smrtelným případem v zemi.

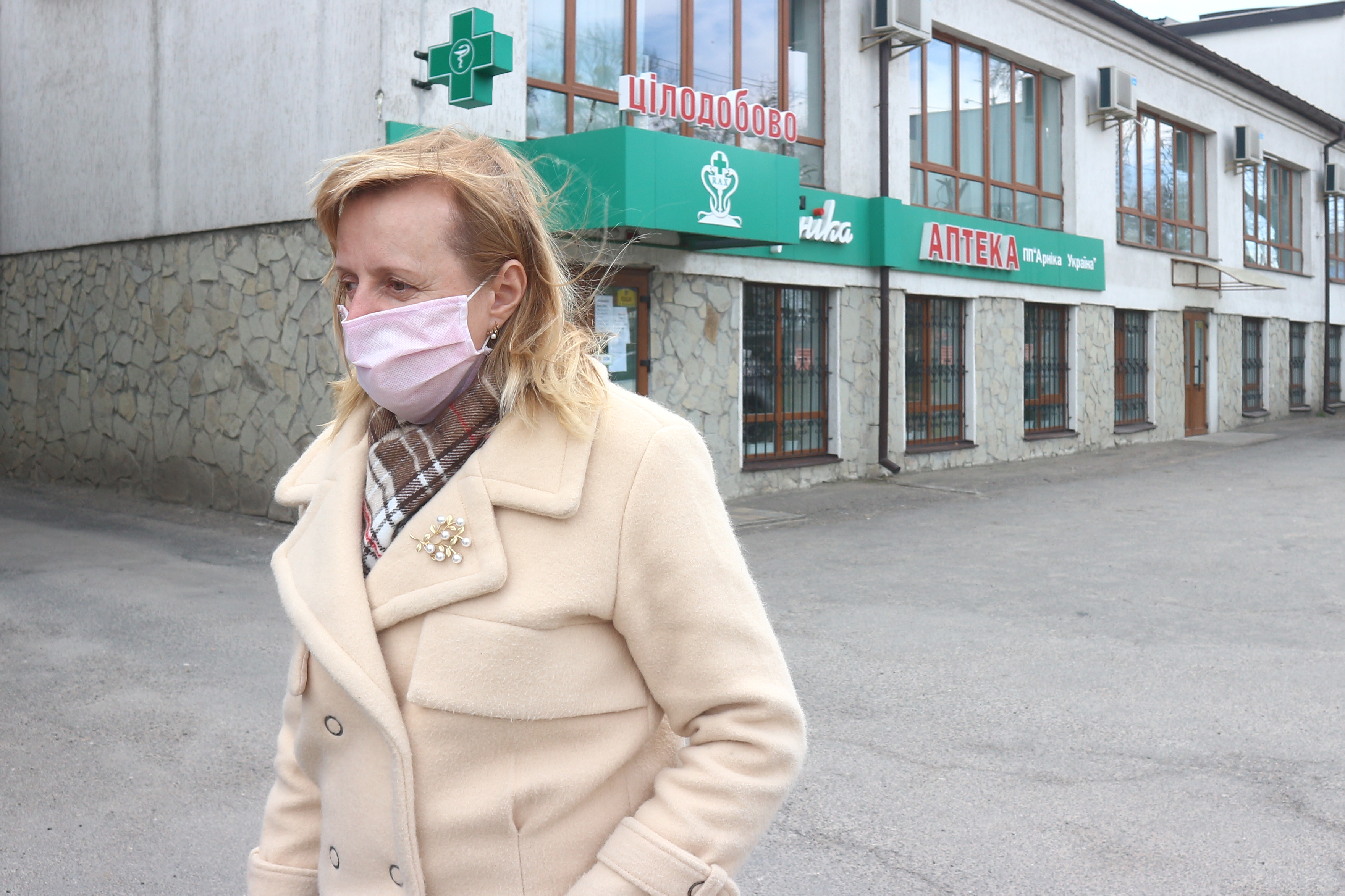
Od 6. dubna 2020 bylo na Ukrajině povinné nosit roušku na veřejných místech

Dne 16. března byly potvrzeny dva nové případy v Černovické oblasti a další dva v Kyjevě. V Kyjevě byla jednou z dotčených osob studentka, která kontaktovala infikovanou ženu v Žytomyrské oblasti, zatímco druhou byla žena, která se vrátila z Francie.
Dne 17. března bylo v Černovické oblasti potvrzeno dalších šest případů, všechny byly v kontaktu s dříve známým případem, včetně 33leté ženy, která zemřela. Byly hlášeny první případy nakažení dětí. Jeden případ byl potvrzen v Kyjevské oblasti, jednalo se o muže, který nedávno přijel ze zahraničí, a u kterého se později potvrdilo, že je lidovým poslancem Ukrajiny.
Serhii Shakhov poslanec Parlamentu Ukrajiny dne 18. března prohlásil, že je pozitivní na SARS-CoV-2 poté, co to dříve během dne popřel. Kyiv Post zařadil Shakhova mezi celkem 14 osob na Ukrajině, u kterých bylo laboratorně potvrzeno, že jsou pozitivní na SARS-CoV-2.
Později téhož dne byly oznámeny dva nové případy: druhý v Kyjevské oblasti (manželka muže, o němž jsme informovali dříve) a první v Doněcké oblasti (52letý muž, který navštívil Egypt).
Třetí případ byl potvrzen 19. března v Kyjevě (osoba, která přicestovala ze Švýcarska), a druhý v Žytomyrské oblasti (56letý muž ze Žytomyru, který se vrátil z Rakouska). Téhož dne byly hlášeny první případy v Ivanofrankivské oblasti a Dněpropetrovské oblasti, rovněž bylo hlášeno pět nových případů v Černovické oblasti, čímž se celkový počet nakažených na Ukrajině zvýšil na 26.
Dne 20. března byl hlášen první případ uzdravení z covidu-19 u muže v Černovicích, který byl první nakaženou osobou v zemi. Téhož dne bylo na Ukrajině potvrzeno 15 nových pozitivních testů na covid-19: 10 v Černovické oblasti a po jednom ve Lvově, Ivanofrankivsku, Charkově, Ternopilu a Kyjevě, čímž se celostátní počet zvýšil na 41 případů. Případem z Charkovské oblasti byla žena, diagnostikována v Kyjevě a léčena v Kyjevě a od 21. března převedena ze statistiky pro Charkov do statistiky pro Kyjev.
Podle ministerstva zdravotnictví bylo 21. března na Ukrajině potvrzeno celkem 47 případů. V Kyjevě bylo potvrzeno šest nebo sedm nových případů, takže celkový počet dosáhl deseti (z toho osm se nakazilo v zahraničí). V Doněcké oblasti byl zaznamenán první případ koronaviru a v oblasti byl vyhlášen stav nouze. První pacient byl potvrzen v Lucku a na sporném Krymu. Na Krymu a v Sevastopolu bylo ke konci 21. března 417 lidí s podezřením na koronavirus.
Ke dni 23. března v 10:00 bylo na Ukrajině potvrzeno 73 případů. Během předchozích 24 hodin bylo potvrzeno 26 nových případů.
24. března v 10:00 bylo na Ukrajině během předchozích 24 hodin potvrzeno 11 nových případů, takže celkový počet potvrzených případů dosáhl 84. To bylo později zvýšeno na 97 potvrzených případů. Šéf státní správy Černovické oblasti Serhiy Osachuk uvedl, že v Černovické oblasti bylo potvrzeno 13 nových případů onemocnění. V ukrajinské části Bukovina bylo 38 nakažených.
Ministerstvo zdravotnictví 25. března v 10:00 uvedlo, že během předchozích 24 hodin bylo na Ukrajině potvrzeno 29 nových případů, takže celkový počet potvrzených případů dosáhl 113. Patřil mezi ně první případ ve Volyňské oblasti, první dva případy v Záporožské oblasti, další dva případy v Kyjevě, sedm dalších případů v Kyjevské oblasti, první případ v Luhanské oblasti, první případ v Oděské oblasti, další dva případy v Ternopilské oblasti a 13 nových případů v Černivské oblasti, o kterých média informovala předchozí den. 
Dne 25. března zavedla vláda na Ukrajině 30denní nouzový režim, jehož ukončení bylo naplánováno na 24. dubna.
Ministerstvo zdravotnictví 26. března v 10:00 uvedlo, že během předchozích 24 hodin bylo na Ukrajině potvrzeno 43 nových případů, takže celkový počet potvrzených případů dosáhl 156. Jedna osoba v Ivanofrankivské oblasti na toto onemocnění zemřela. Do konce 26. března bylo pět potvrzených případů v Sevastopolu a devět na zbytku Krymu; více než 3 000 lidí mělo podezření na onemocnění a téměř 90 bylo izolováno v nemocnicích na Krymu (včetně Sevastopolu).
Dne 27. března v 10:00 ministerstvo oznámilo, že během předchozích 24 hodin bylo na Ukrajině potvrzeno dalších 62 případů, čímž se celkový počet zvýšil na 218 potvrzených případů. Další tři pacienti z Černovic se z nemoci uzdravili. Tím se počet uzdravených zvýšil na čtyři: tři dospělé a jedno dítě. Opakované laboratorní testy neprokázaly žádné stopy viru a další test polymerázové řetězové reakce (PCR) prokázal negativní reakci dvakrát za sebou.
Dne 28. března v 10:00 ministerstvo oznámilo, že za posledních 24 hodin bylo na Ukrajině potvrzeno dalších 93 případů, čímž se celkový počet zvýšil na 311 potvrzených případů. Zemřeli další tři lidé, celkový počet se tak zvýšil na osm. Další osoba se uzdravila a celkový počet se tak zvýšil na pět (čtyři dospělí a jedno dítě). Případy byly hlášeny ve všech částech Ukrajiny kromě Kirovohradské oblasti.
V 10:00 dne 29. března ministerstvo oznámilo, že bylo potvrzeno 109 nových případů, čímž se celkový počet zvýšil na 418. Objevilo se 248 nových zpráv o podezření na tuto nemoc, čímž se celkový počet od začátku roku zvýšil na 1966. V Kirovohradské oblasti byly potvrzeny čtyři případy.Dva případy (jeden v Dněpropetrovské a Mykolajivské oblasti) uvedené ve statistikách z 28. března byly přesunuty do statistiky pro Kyjev.

### Duben 2020
Od 6. dubna je vládou na veřejných místech vyžadováno nošení roušky. V Kyjevě bylo upřesněno, že veřejná místa zahrnují parky a ulice. 
Dne 21. dubna bylo oznámeno, že ministerstvo plánuje požádat o prodloužení karantény do 12. května, ovšem s některými výjimkami, jako je otevření knihoven a muzeí. O den později vláda prodloužila karanténní opatření do 11. května; všechna opatření zůstala v platnosti, s výjimkou umožnění přístupu k veřejné dopravě potenciálním dárcům krve. 

### Květen 2020

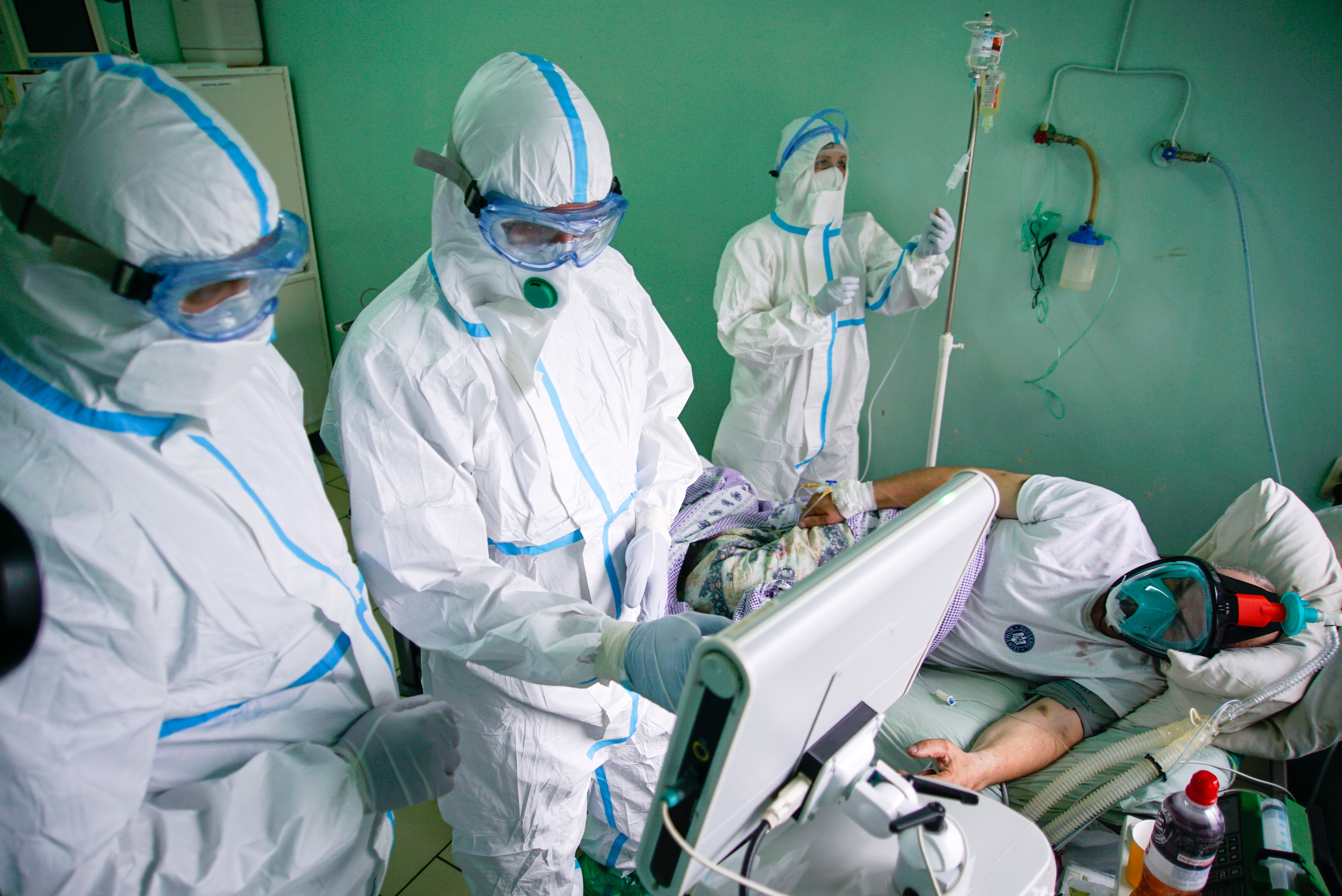
Pacient na Ukrajině v květnu 2020 má na sobě šnorchlovací masku bez umělé ventilace

4. května ukrajinská vláda prodloužila karanténu do 22. května.
Řada omezení byla zrušena 11. května. Mezi ně patřilo znovuotevření parků, náměstí, rekreačních oblastí, kosmetických salonů, kadeřnictví a holičství, kaváren a restaurací se zahrádkami. Druhá etapa uvolnění karantény je aktuálně naplánována na 22. května  a předpokládá znovuotevření školek, veřejné dopravy a hotelů a umožněním pořádání sportovních soutěží.
Dne 25. května byly znovu otevřeny systémy metra v Kyjevě a Charkově.

### Červen 2020
Dne 1. června byla znovu zpřístupněna železniční spojení mezi řadou ukrajinských měst.
Vnitrostátní lety byly obnoveny 5. června spolu se znovuotevřením restaurací, kaváren a náboženských zařízení.
Mezinárodní lety byly obnoveny 15. června, ale od tohoto data mohli Ukrajinci cestovat pouze do Albánie, Běloruska, Velké Británie, USA a Turecka.

### Červenec–prosinec 2020
Poté, co vláda zmírnila omezení, začal v srpnu počet případů narůstat. Vláda přijala některá přísnější opatření, například uzavřela hranice země. V polovině září byl na Ukrajině zablokován vstup více než 1 000 ortodoxních židovských poutníků, kteří se pokoušeli vstoupit do země z Běloruska. 
Počet případů začalo prudce přibývat od července, a v listopadu začal převyšovat 10 000 případů denně.
9. listopadu ukrajinský prezident Volodymr Zelenskyj oznámil, že měl pozitivní test na covid-19. O tři dny později byl hospitalizován. Jeho mluvčí řekla, že to udělal proto, aby se mohl „přesně izolovat a nikoho nevystavoval nákaze“, ačkoliv řekl, že na jeho stavu není „nic vážného.“ 
Vláda 11. listopadu schválila víkendové lockdowny, kdy se od 14. listopadu na tři týdny zavřou na víkend podniky, které nejsou důležité.
Dne 23. prosince překonala Ukrajina 1 milion případů covidu-19.

### Leden 2021
Dne 8. ledna Ukrajina zavedla nový lockdown ve snaze omezit vysoké denní počty nakažených. Ukrajina většinu těchto omezení zrušila zhruba o tři týdny později, dne 25. ledna. Lockdown byl z velké části úspěšný, ukrajinský ministr zdravotnictví prohlásil: „Takové statistiky, které naznačují stabilizaci situace, zlepšení situace bylo možné dosáhnout jen díky vám, Ukrajincům.“

### Únor 2021
Studie protilátek provedená laboratořemi Synevo ukázala, že v lednu 2021 bylo infikováno již 44 % až 60 % všech Ukrajinců v závislosti na regionu ve srovnání s 33 % v říjnu 2020 a 9 % v červenci 2020. Hlášené počty denních nových případů a denních úmrtí od prosince 2020 klesaly, ale během tohoto měsíce se tento trend obrátil. Ukrajina zahájila očkovací kampaň 24. února s mírným zpožděním. Od Serum Institute of India obdržela 500 000 dávek vakcíny společnosti AstraZeneca.

### Říjen–prosinec 2021
Nové infekce a úmrtí začaly lámat rekordy koncem října 2021. 25. října ukrajinské zdravotnické úřady zaznamenaly rekordní denní počet 734 úmrtí souvisejících s koronavirem a 19 120 nových infekcí. Zaznamenané předchozí maximum 614 úmrtí bylo stanoveno o 3 dny dříve.
Podle údajů ministerstva zdravotnictví v polovině prosince počet infekcí postupně ustupoval a denně docházelo k dvojnásobnému počtu uzdravení za den než infekcí. 11. prosince bylo hlášeno 238 úmrtí souvisejících s koronavirem, bylo zjištěno 5 275 případů infekcí a 11,6 tisíce lidí se vyléčilo z covidu-19.

## Očkování
Očkování proti covidu-19 na Ukrajině začalo 24. února 2021, ale tempo očkování je ve srovnání s jinými evropskými zeměmi extrémně pomalé.
Dne 30. srpna bylo proti covidu-19 očkováno 150 482 osob: 50 690 lidí dostalo jednu dávku a 99 792 lidí druhou dávku. (Následující měsíc) v týdnu od 6. do 12. září bylo Ukrajincům naočkováno 921 443 vakcín (12. září dostalo 16 930 osob jednu dávku a 28 218 osob bylo plně imunizováno). Počet očkování provedených na Ukrajině od 24. února 2021 je tedy 10 710 944. Do 13. září 2021 tedy bylo proti covidu-19 očkováno 18 % dospělé populace Ukrajiny. Podle oficiálních statistik ze 6. září 2021 dostalo alespoň jednu dávku vakcíny 7,6 % osob starších 80 let, u osob ve věku 40–59 let to bylo o něco více než 19 % a nejvíce proočkovanou skupinou byli lidé ve věku 18–19 let, z nichž 19,8 % dostalo alespoň jednu dávku vakcíny. Dne 14. října 2021 premiér Denys Shmyhal prohlásil, že veškerá dospělá populace země by měla být do konce roku očkována proti covidu-19.
V srpnu 2021 se 56 % Ukrajinců dotazovaných nadací Ilko Kucheriv Democratic Initiatives Foundation neplánovalo nechat očkovat. Ve stejném průzkumu se 52 % respondentů vyslovilo proti povinnému očkování proti covidu-19. Stejný průzkum také ukázal, že 23 % dotázaných považuje očkování za účinný prostředek ochrany proti covidu-19. Jako nejčastěji volené účinné metody prevence koronavirového onemocnění (podle srpnového průzkumu z roku 2021 mezi Ukrajinci) byly zvoleny „mytí rukou po odchodu z ulice“ (54 %), „udržování odstupu od ostatních“ (42 %), „dávání pozor na své zdraví a zdraví ostatních“ (39 %) a „nošení roušky“ (36 %).
Poptávka po očkování prudce vzrostla poté, co nové infekce a úmrtí začaly koncem října 2021 lámat rekordy. Od 15. do 21. října bylo na Ukrajině naočkováno téměř 1 milion lidí. Dne 21. října bylo naočkováno 16 % ukrajinské populace. Ukrajina je stále jednou z nejméně proočkovaných zemí v Evropě. Dne 23. října 2021 ministerstvo zdravotnictví oznámilo, že 6,96 milionu Ukrajinců bylo plně proočkovaných (z celkového počtu 41 milionů obyvatel). Neznámý počet Ukrajinců si zakoupil nelegální falešný certifikát o očkování vakcínou covidu-19. (Prodává se od 20 do 200 dolarů, přičemž některé stojí až 380 dolarů.) Do 25. října (2021) bylo na Ukrajině zahájeno 800 trestních řízení kvůli padělaným certifikátům nebo testům na koronavirus. 25. října ukrajinské úřady rovněž zaznamenaly rekordní denní maximum 734 úmrtí souvisejících s koronavirem.
Dne 17. prosince 2021 ministerstvo zdravotnictví oznámilo, že 46,1 % dospělých Ukrajinců dostalo alespoň jednu dávku vakcíny proti koronaviru, zatímco 41,3 % dospělé populace dokončilo očkování. O tři dny později ministerstvo uvedlo, že od zahájení očkovací kampaně bylo očkováno 14 386 387 osob, z nichž 14 386 385 obdrželo první dávku a 12 986 872 bylo plně imunizováno (dvěma dávkami).